# Tremon Smith
Tremon Smith (Anniston, Alabama, 20 de julio de 1996) es un jugador profesional estadounidense de fútbol americano que se desempeña en la posición de cornerback en Denver Broncos, equipo de la National Football League (NFL).

## Carrera
Fue seleccionado en la sexta ronda en la Reunión Anual de Selección de Jugadores de la NFL de 2018. Hizo su debut profesional con el equipo Kansas City Chiefs, en el cual jugó dos temporadas (2018-2019), después pasó por varios equipos, Green Bay Packers (2019-2020), Indianapolis Colts (2020-2021), Houston Texans (2021-2023), y finalmente a Denver Broncos, donde lleva jugando dos temporadas.